# Celaetycheus flavostriatus
Celaetycheus flavostriatus là một loài nhện trong họ Ctenidae.
Loài này thuộc chi Celaetycheus. Celaetycheus flavostriatus được Eugène Simon miêu tả năm 1897.